# طيمشة ونيمشة
طيمشة ونيمشة برنامج كاميرا خفية يؤدي فيها زياد سحتوت مقالب فكاهية في الناس، وتنقسم كل حلقة من حلَقات البرنامج إلى جزأين؛ الجزء الأول يتناول العديد من المقالب الفُكاهية والمضحكة للناس، الجزء الثاني يستضيف فيه مجموعة من الفنانين، لتُجرى فيهم مقالب طريفة.

## فريق العمل
- عبير شمس الدين مقدمة البرنامج.
- زياد سحتوت مؤدي المقالب.
- محمود بندق ممثل.
- عماد سيف الدين المخرج.